# Centro Histórico de Sintra
No centro histórico da vila romântica de Sintra, Portugal, permanecem muitos edifícios e vestígios de várias épocas e movimentos culturais. Circunscreve uma área abrangente de património diverso, incluindo palácios, castelos, quintas e parques com diferentes classificações. De património municipal a património Mundial, devidamente classificado pela UNESCO.
Assim, incluídos nesta denominação, encontram-se:
- Quinta da Regaleira
- Palácio Nacional de Sintra
- Palácio Nacional da Pena
- Palácio de Seteais